# Plaskrul

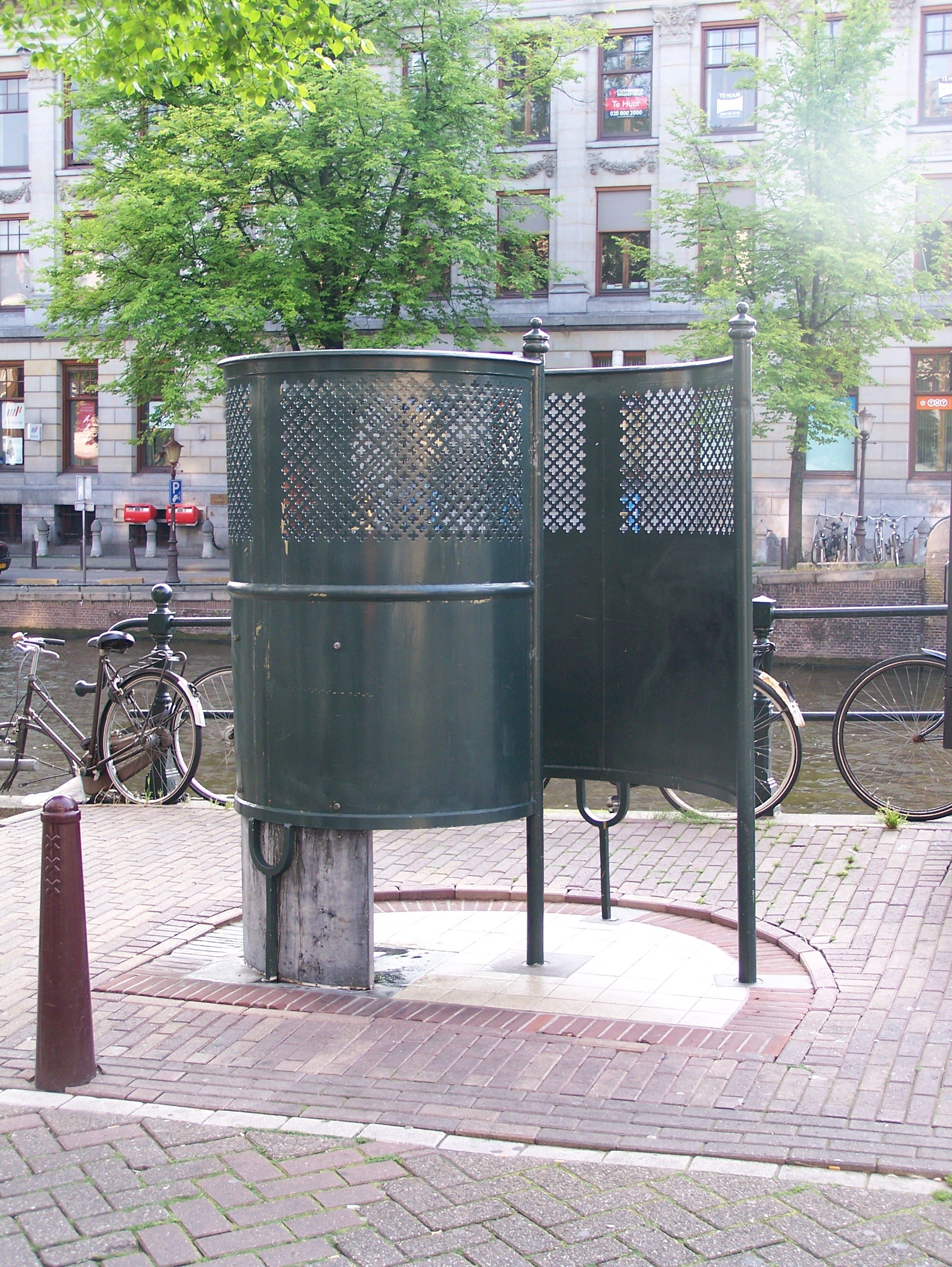
Enkele krul aan de Singel

De plaskrul is een urinoir dat op verschillende locaties in het centrum van Amsterdam is geplaatst als openbaar toilet. Het is een ontwerp uit het eind van de 19e eeuw van de Dienst der Publieke Werken.
De krul bestaat uit een ijzeren plaat die spiraalvormig gebogen is en op vier ijzeren poten een halve meter boven de grond gedragen wordt. Aan de bovenste helft is de plaat geperforeerd waardoor doorkijk en lichtinval op ooghoogte mogelijk is. Het urinoir plaatijzer is donkergroen geschilderd. De vloer bestaat uit tegeltjes met een rechtopstaande natuurstenen plaat en plasgoot. De krullen zijn aangesloten op het riool en worden door de gemeente gereinigd met het grachtenwater. Er zijn krullen in een enkele en een dubbele uitvoering en sommige krullen zijn voorzien van een dakje.

## Geschiedenis

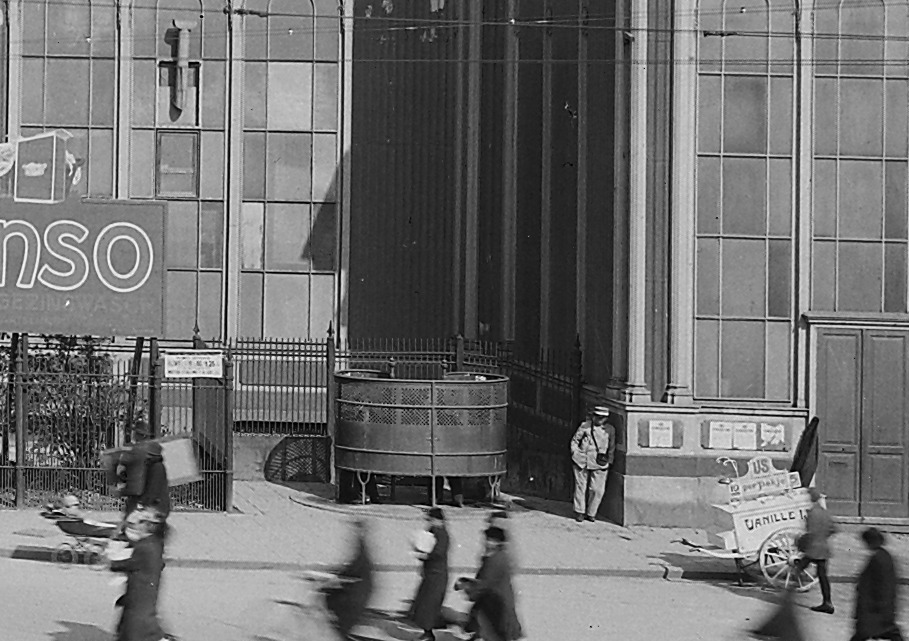
Een dubbele plaskrul bij het Paleis voor Volksvlijt, waar ze voor het eerst zijn geplaatst

In 1859 stelde uitvinder Leijs voor om holle aanplakzuilen te plaatsen. Er werd echter gekozen voor het ontwerp van de krul. Van belang hierbij was de transparantie. Voor dienstdoende agenten was het hierdoor mogelijk te beoordelen of er meerdere mensen zich in een urinoir bevinden omdat in de 19e en het grootste deel van de 20e eeuw dergelijke voorzieningen door homoseksuele mannen gebruikt werden om te cruisen. In 1980 werden nog zo'n 40 krullen voor het cruisen gebruikt, maar eind jaren 90 was dit gebruik zo goed als verdwenen.
De eerste krullen werden rond 1870 geplaatst. Bij het Paleis voor Volksvlijt werd in 1877 voor het eerst de dubbele krul geplaatst. In 1916 werd een nieuw ontwerp bedacht door de architect Jan van der Mey. De ornamentiek aan de bovenzijde kwam te vervallen en het pissoir werd voorzien van een halfcilindrische kap.
In de 1928 werd de urinoircommissie opgericht. Zij beslisten over de plekken van de krullen en er werd ook overgegaan tot het bouwen van openbare toiletten via de Amsterdamse Kiosken Onderneming. Deze bevatten een telefoon, waterkraan en toilet. Door de hoge kosten zijn deze toiletvoorzieningen in de loop der tijd echter weer gesloten.
In 2008 zijn alle plaskrullen opnieuw verzinkt en gerestaureerd. De stad heeft in 2017 vijfendertig plaskrullen. Hiervan zijn er twee van het van der Meymodel. De plaskrullen langs de gracht worden door de gemeente in stand gehouden om te voorkomen dat mensen wildplassen en daarbij in de gracht vallen. Door meerdere oorzaken verdrinken gemiddeld ieder jaar 15 personen in de gracht.
In februari 2022 werd een ruim 100-jaar oude plaskrul die oorspronkelijk op de Noordermarkt stond, verplaatst naar de "Westerstraat" in het Nederlands Openluchtmuseum in Arnhem.

## Plasrecht
De urinoirs zijn op mannen gericht. Dat komt voort uit de redenering van de urinoircommissie dat ze met name bedoeld zijn ‘voor de man die zijn werk op straat heeft’. Daarnaast zijn de kosten voor afsluitbare toiletten hoger en konden er ontuchtige handelingen gepleegd worden. Dit waren de redenen om voor te stellen de voorzieningen in de jaren zestig zoveel mogelijk te sluiten. Het leidde vanwege de functie als ontmoetingsplek tot protest bij de homobeweging.
Op 24 januari 1970 voerde Dolle Mina actie door met roze linten de plaskrullen dicht te binden om 'plasrecht' te eisen. In 1985 gaf de urinoircommissie positief advies over het plaatsen van automatische openbare toiletten, maar juist in die tijd werd de commissie opgeheven en is dit plan niet uitgevoerd.
Het op mannen gerichte ontwerp kwam ook in 2017 ter discussie doordat een vrouw in Amsterdam een boete kreeg voor wildplassen. De overtreder had niet gebruikgemaakt van een plaskrul omdat bij het hurken inkijk mogelijk is. Ze weigerde de boete te betalen wegens vrouwendiscriminatie. Volgens de rechter zijn de plaskrullen echter wel geschikt voor vrouwen en moest ze de boete betalen. Het leidde tot de landelijke urinoirplasactie Zeikwijf dat internationale aandacht kreeg.
Amsterdam kende in 2017 naast de urinoirs in totaal drie openbare toiletten die geschikt zijn voor vrouwen. Dit aantal is lager dan in vergelijkbare steden. In 2017 had Berlijn 177 en Parijs 150 openbare toiletten.

## Nieuwe urinoirs
Met name voor het uitgaanspubliek zet de gemeente Amsterdam plaskruizen en verzinkbare urinoirs in. In 2016 is een verzinkbaar urinoir geplaatst bij het Paleis op de Dam die twee mannenurinoirs maar ook een vrouwenurinoir bevat.

## Uitsterfbeleid
In 2024 zijn er in de gemeente Amsterdam in totaal 37 gietijzeren urinoirs en drie moderne urinoirs. 
De gemeente heeft echter een uitsterfbeleid ingevoerd. Dit betekent dat als een plaskrul kapot is of wordt verwijderd vanwege weg- of kadewerkzaamheden, het urinoir niet zal worden vervangen of opnieuw geïnstalleerd. Er kan ook worden besloten om een plaskrul te verwijderen als er klachten over zijn. In veel gevallen leiden klachten tot het verdwijnen van een plaskrul.
De gemeente Amsterdam heeft dit beleid ingevoerd, omdat de gemeente inclusief wil zijn. Een plaskrul, die alleen door mannen kan worden gebruikt, past niet in deze wens. Het krul zal langzaam worden vervangen door een zogenaamd MVG-toilet, een toilet dat door mannen, vrouwen en gehandicapten gebruikt kan worden.
Wanneer de plaskrul volledig uit het straatbeeld zal verdwijnen, is onzeker. Het kan decennia duren, maar de gemeente kan ook morgen besluiten om alle plaskrullen te verwijderen. Steden zoals Parijs, Rotterdam, Utrecht en Den Haag hebben dit voorbeeld al gevolgd.

## Afbeeldingen

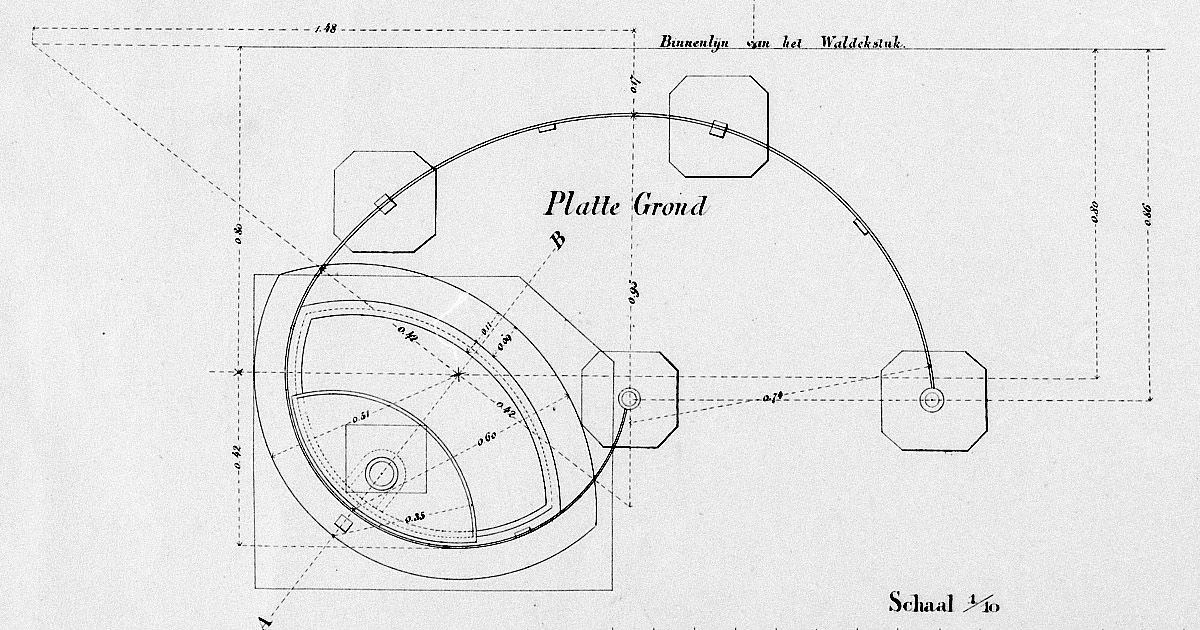
Plattegrond van een krul
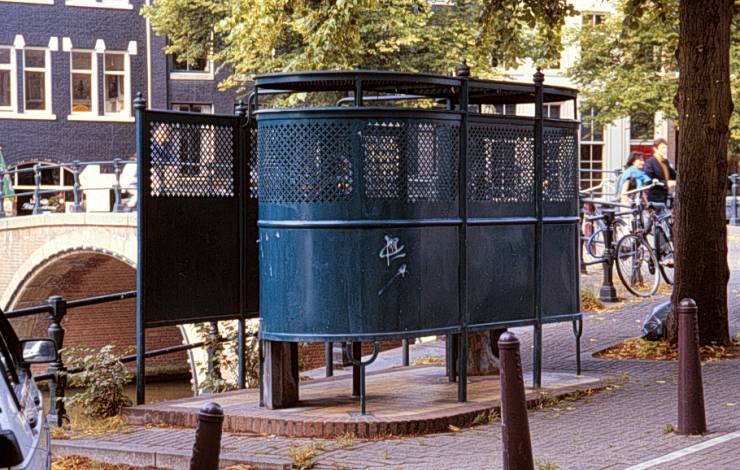
Dubbele krul met afdak
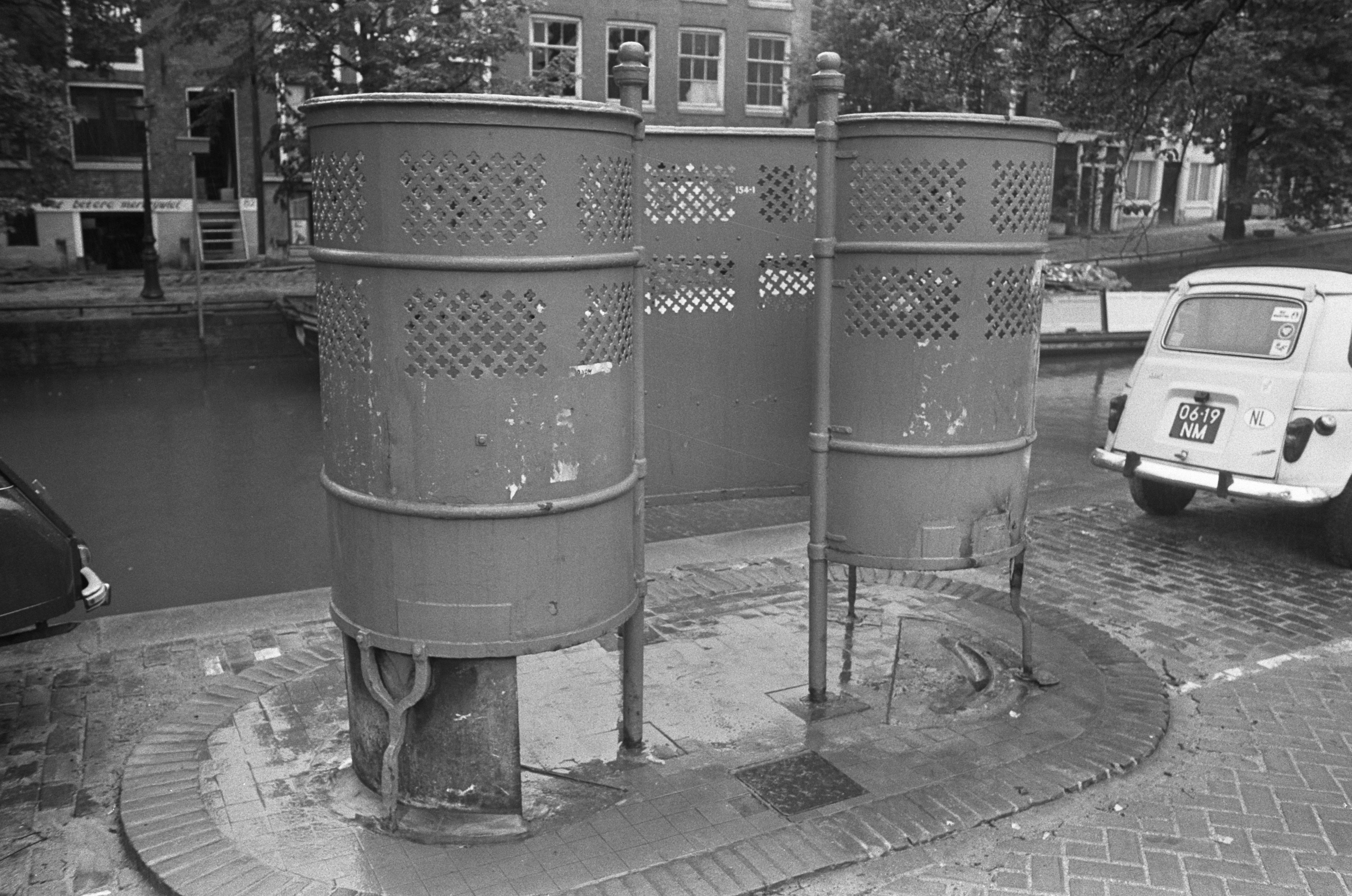
Oudere versie
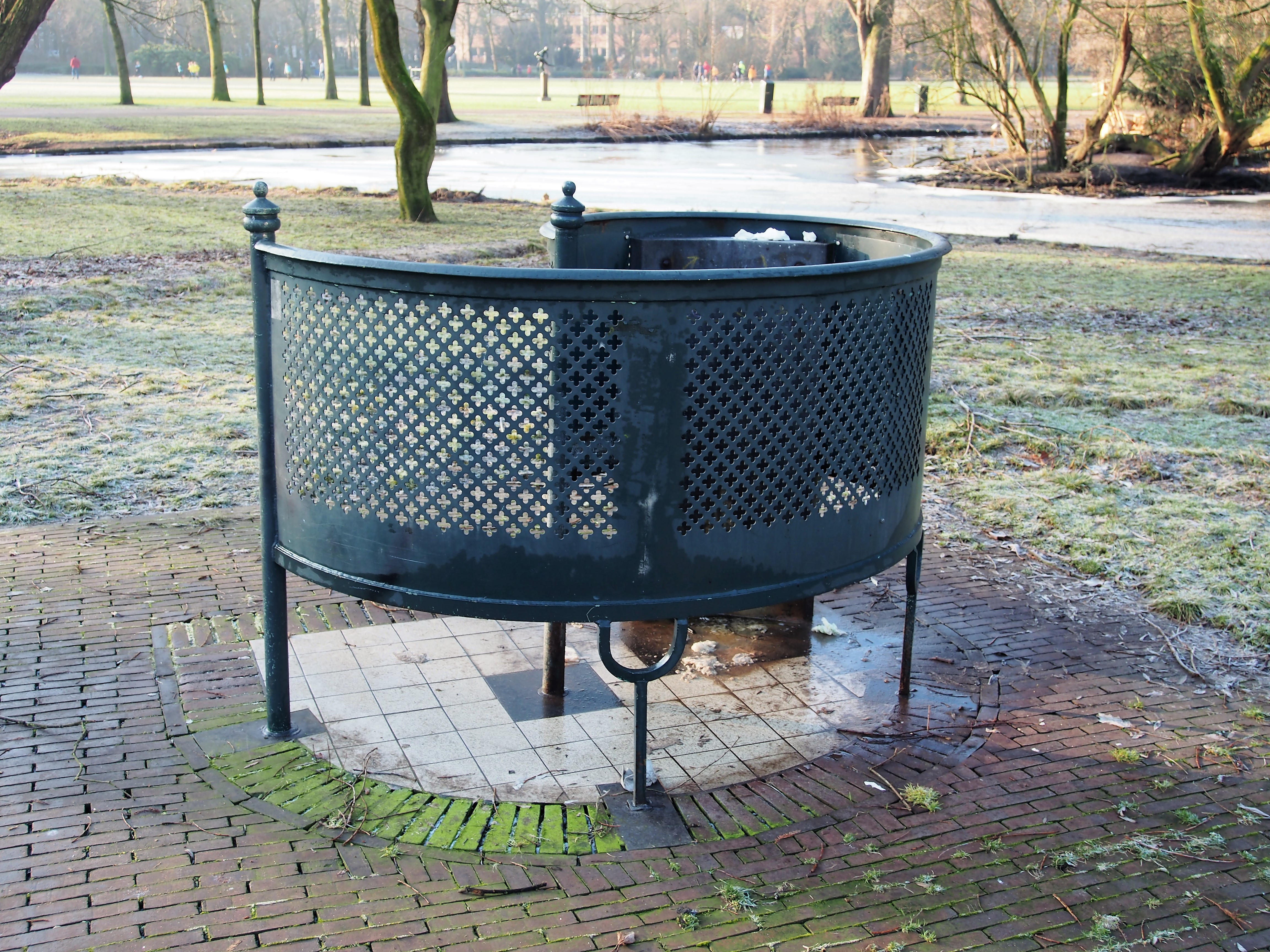
Verlaagde krul in het Oosterpark
Detail van de natuursteen, Brouwersgracht
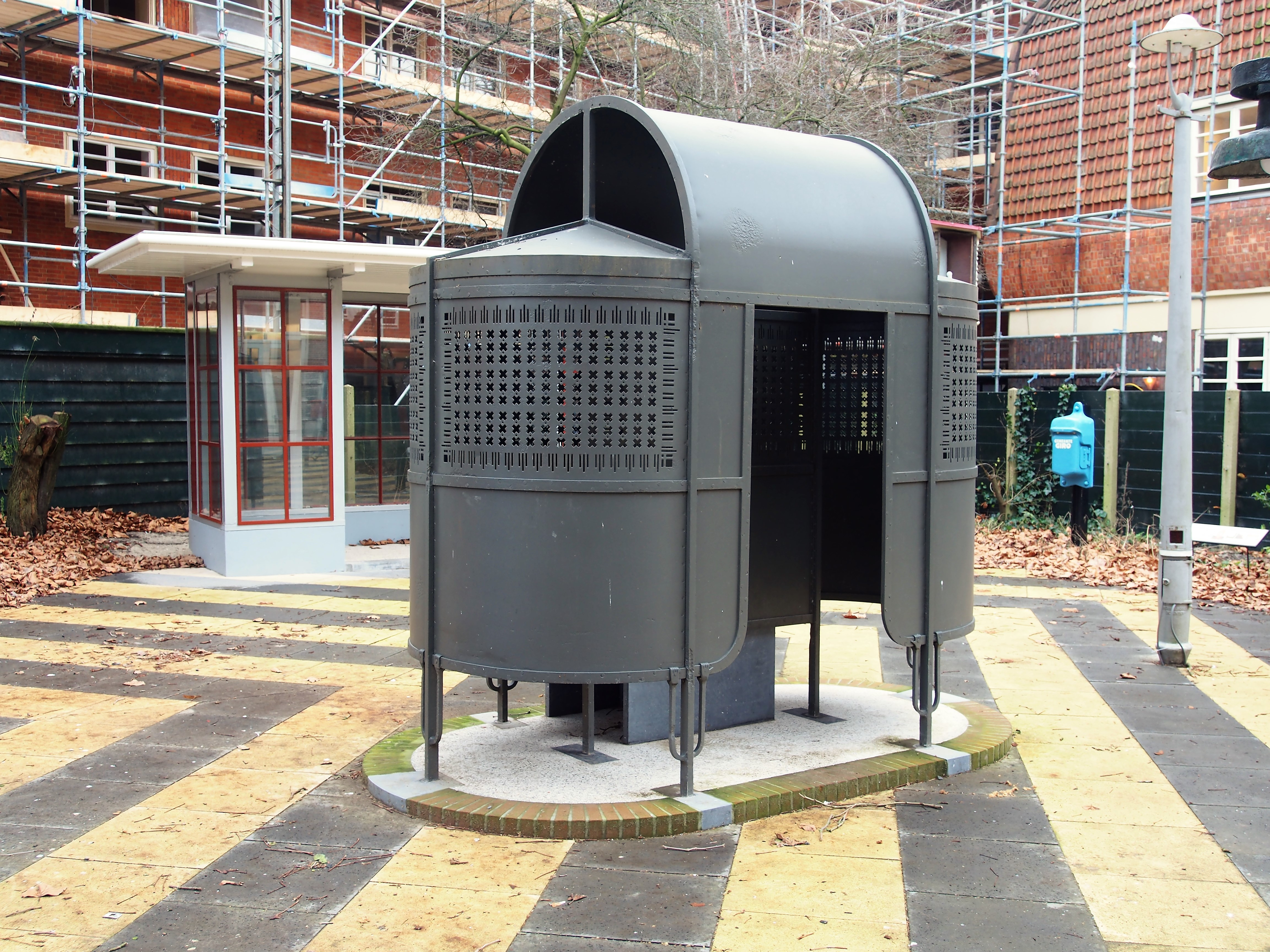
Museum Het Schip met een Van der Mey-krul